# Mutlu Akpınar
Mutlu Akpınar (Aydın, 1º febbraio 1983) è un cestista turco.

## Biografia
È il fratello maggiore di İsmet Akpınar, anch'egli cestista.

## Palmarès
- Coppa di Turchia: 1

Türk Telekom: 2007-08
- Coppa del Presidente: 1

Türk Telekom: 2008